# Mercedes-Benz T2
Mercedes-Benz T2 - seria samochodów dostawczych produkowanych w latach 1967–1996 w dwóch generacjach przez fabryki Mercedes-Benz w Niemczech.
Do września 2013 roku był produkowany jego następca Vario.

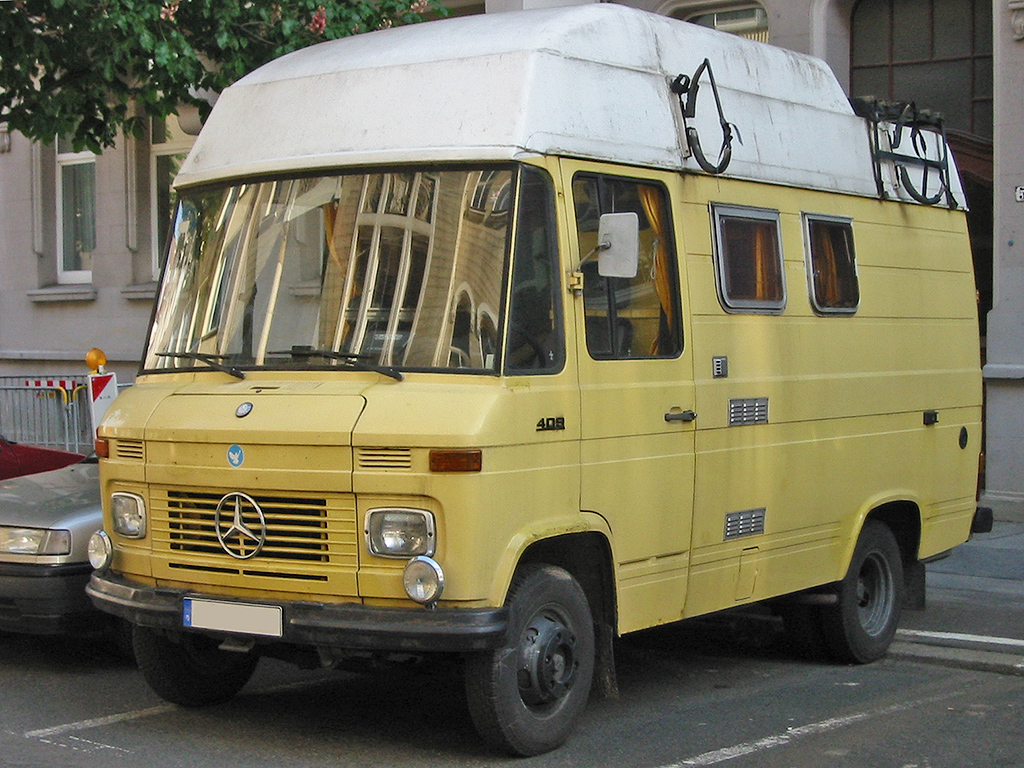
Mercedes T 2 (1967–1981)
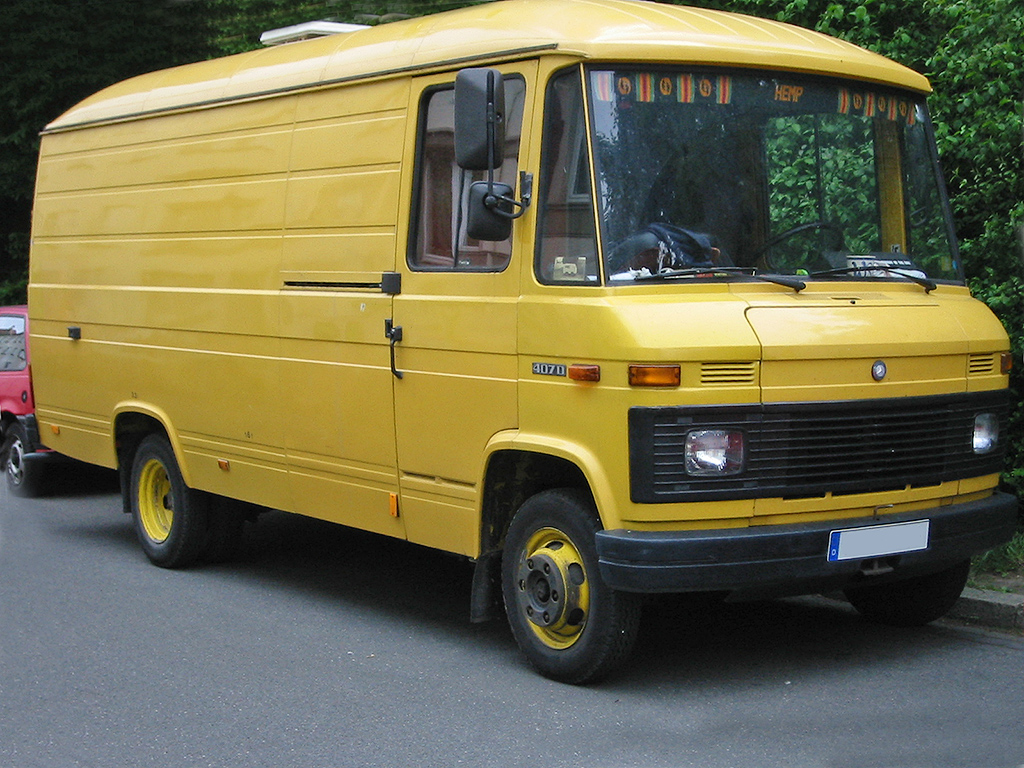
Mercedes T 2 Facelift (1981–1986)
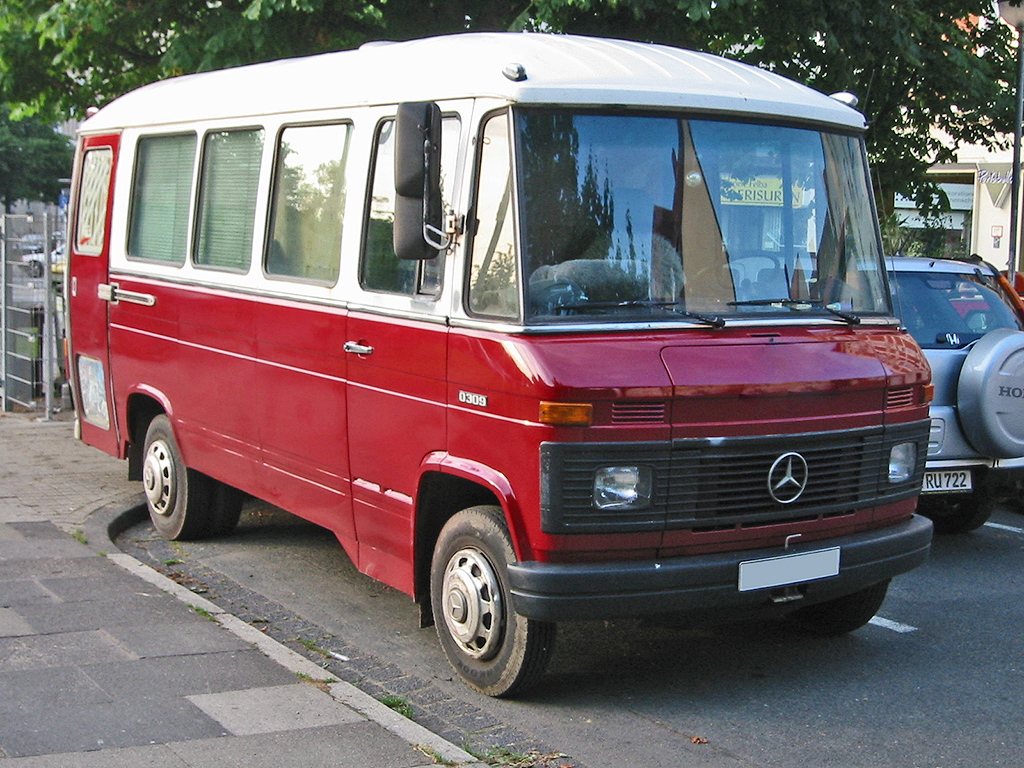
Mercedes T 2
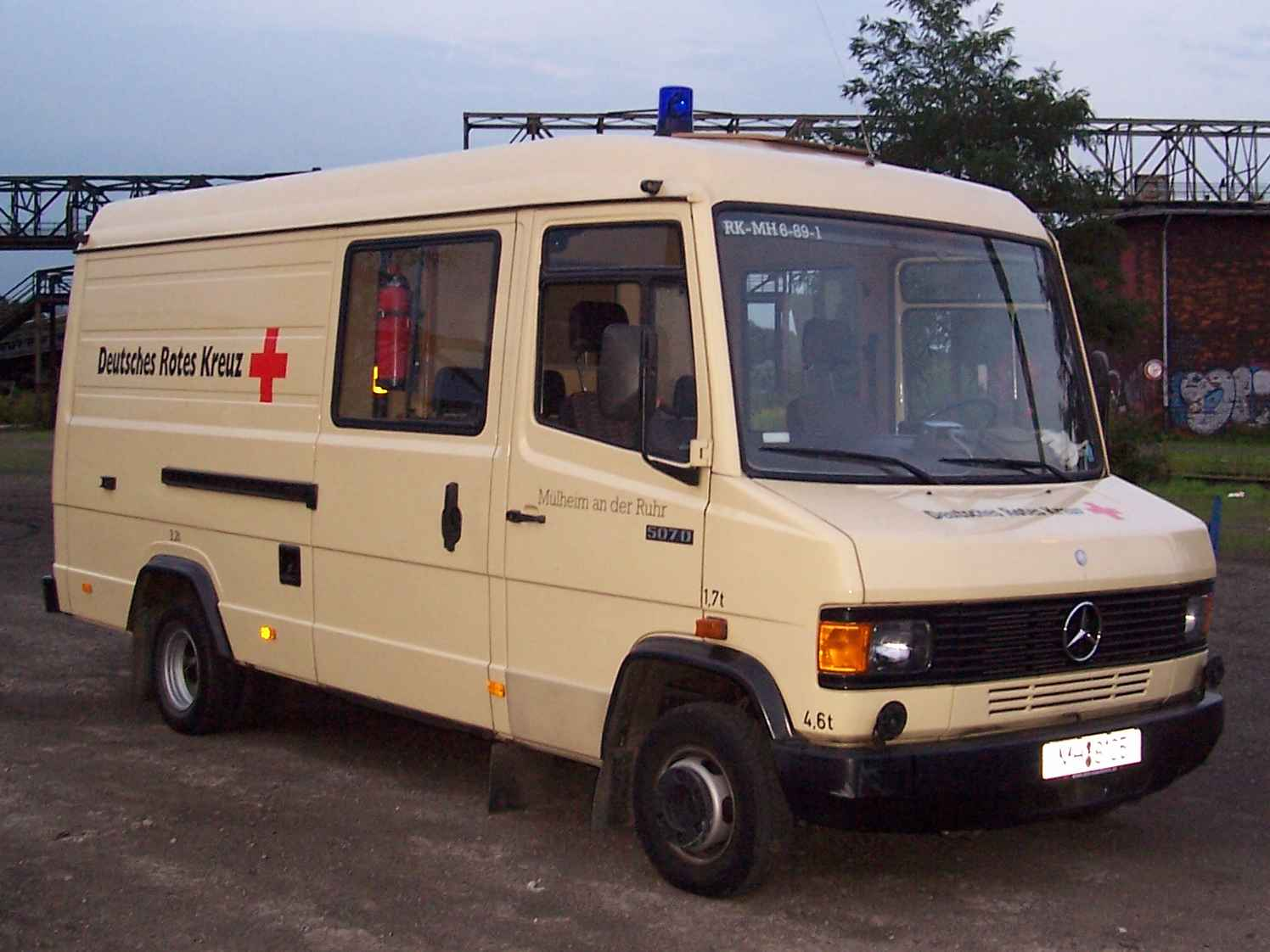